# 天主教卡杜納總教區
天主教卡杜納總教區 （拉丁語：Archidioecesis Kadunaënsis）是尼日利亞一個羅馬天主教教省總教區，下轄六個教區。是該國九個總教區之一。
1911年8月24日設達東尼日利亞監牧區，1929年7月18日易名為北尼日利亞監牧區。1939年4月9日易名為卡杜納監牧區。1953年6月29日升為教區。
1959年7月16日升為總教區。
2011年有教友545,380人（佔轄區總人口9.2%）、五十個堂區、八十八名司鐸。現任教區總主教為瑪竇‧恩達戈索。